# Белые англосаксонские протестанты

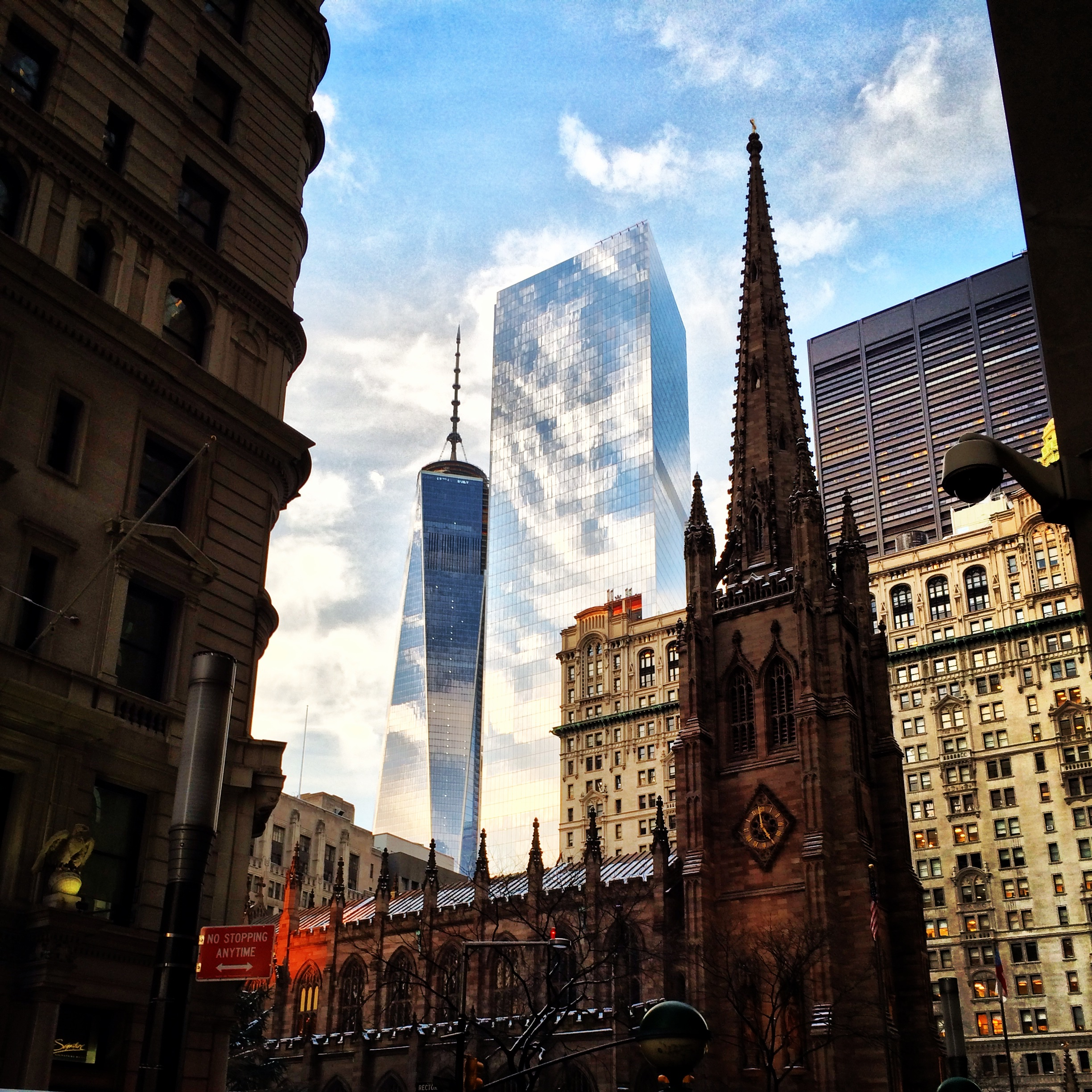
Церковь Троицы на Манхэттене считается олицетворением белой англосаксонской протестантской культуры в Соединённых Штатах

Белые англосаксонские протестанты (англ. White Anglo-Saxon Protestants; сокр. ва́спы, англ. WASPs) — популярное идеологическое клише в середине XX века; термин, обозначавший привилегированное происхождение. Аббревиатура расшифровывается как «представитель европеоидной расы, протестант англосаксонского происхождения». Имеет хождение преимущественно в странах Северной Америки. До изменения демографической ситуации в связи с иммиграцией акроним WASP был аналогичен понятию «100%-й американец» — то есть, представители более зажиточных слоёв общества США, ранее игравшие доминирующую роль в формировании элиты американской политической и экономической жизни. К белым англосаксонским протестантам относятся в первую очередь потомки иммигрантов первой волны XVII—XVIII веков времён британской колонизации (американцы английского происхождения), в значительной степени сформировавшие США и до сих пор оказывающие решающее влияние на некоторые сферы американской жизни.

## История
Британская колонизация Северной Америки осуществлялась в острой конкурентной борьбе с ведущими католическими державами того времени — Францией и Испанией, а также в условиях реформации в Британии, что и предопределило негативное отношение к католикам среди британцев и британских колонистов пуритан в США. Также Великобритания полностью отвергла романские модели терпимого отношения к цветному населению и проводила линию жестокой и бескомпромиссной политики сегрегации по отношению к неграм-рабам и автохтонным индейцам.
Это, в свою очередь, предопределило участь всех небелых групп в составе населения США, которые постепенно были отстранены от участия в управлении страной. Институциональная дискриминация и расизм (см. Законы Джима Кроу) были своего рода гарантией того, что первые англоязычные поселенцы и их потомки сохранят контроль над властью в стране в целом, хотя их демографический вес становится всё менее и менее значительным на протяжении XX и XXI веков. И если американцы немецкого, нидерландского и скандинавского происхождения и переселенцы из германоязычных стран постепенно были приравнены к васпам, то ассимиляция ирландских, итальянских и польских иммигрантов была уже не такой гладкой, не говоря про афроамериканцев, латиноамериканцев и особенно мексиканцев, которые, несмотря на своё численное преобладание в некоторых штатах и городах (например, в штате Нью-Мексико), слабо представлены в экономической и политической элитах.
Хотя группы различных меньшинств (расовых, этноязыковых) составляют свыше трети (35 %) населения США (по оценкам 2008 года), первые 43 президента страны были белыми. Избранный в 2008 году Барак Обама стал первым цветным президентом США за всю историю страны и первым мулатом, поселившимся в этой должности в американском Белом Доме в Вашингтоне, где цветное население составляет 70 %, в том числе афроамериканское — около 55 %.

## Образ жизни
Образ жизни данной группы страны ранее характеризовался крайней внутриклассовой замкнутостью, подражанием традициям и увлечениям британской элиты. Среди них были популярны закрытые частные клубы, в которые обычно не принимались чернокожие, цветные, иудеи и католики (частные заведения в США имеют право дискриминировать); дети посещали закрытые частные учебные заведения или британские вузы. Их типичными увлечениями были гольф, теннис, бадминтон, конная езда, поло и яхты. В настоящее время, в результате ассимиляционных процессов и интеграции в американскую нацию, межэтнические барьеры в США сильно размыты, и белые англосаксонские протестанты уже не являются привилегированной или отдельной группой населения, особенно в Нью-Йорке, где общая численность белых составляет всего 44 % населения (белые латиноамериканцы — 10 %). В Майами они составляют всего 12 % из 72 % белых, остальные — кубинцы, однако их доля быстро увеличивается. Преобладают в центре и на западе страны (кроме Калифорнии). Тем не менее, многие стереотипы восприятия этой группы сохраняются. Очень сильны традиционные ценности, особенно у жителей Юга.